# Maxwell Long
Maxwell Warburn "Maxie" Long (Waverley, 16 de outubro de 1878 - Nova York, 4 de março de 1959) foi um atleta e campeão olímpico norte-americano.
Especializado nos 400 m rasos, ele venceu os títulos nacionais amadores da Amateur Athletic Union (AAU) de 1898 a 1900 mas 440 jardas (402 m), 1899 nas 220 jardas (201 m) e nas 100 jardas (91 m). Aluno da Universidade de Colúmbia, era um dos principais favoritos a uma medalha de ouro em Paris 1900.
Nos Jogos, dois de seus adversários de equipe que já o tinham derrotado nos EUA, Dixon Boardman e Harry Lee, recusaram-se a disputar a prova por motivos religiosos, sendo a final num domingo. Sem eles, o caminho de Long ficou mais fácil para o ouro, que conquistou em 49s4, recorde olímpico. Ele correu com o uniforme de sua universidade, com uma longa faixa azul trespassada no peito, que lembrava as cores do Racing Club de France, o que fez com que a multidão torcesse pelo americano pensando ser um francês.
Depois dos Jogos, competiu por algum tempo na Grã-Bretanha e voltando aos EUA conquistou vários outros títulos amadores nacionais, até encerrar a carreira.